# Hugo Guillamón
Hugo Guillamón Sanmartín (ur. 31 stycznia 2000 w San Sebastián) – hiszpański piłkarz występujący na pozycji obrońcy w hiszpańskim klubie Valencia oraz w reprezentacji Hiszpanii.